# Hôpitaux universitaires Paris Seine-Saint-Denis
Les Hôpitaux universitaires Paris Seine-Saint-Denis, constituent le groupe hospitalo-universitaire de Seine-Saint-Denis. Il est l'un des douze groupes hospitaliers de l'Assistance publique - Hôpitaux de Paris (APHP) et est associé au groupement hospitalier de territoire Grand Paris Nord Est.

## Organisation

### Établissements
Le groupe hospitalo-universitaire est composé de trois établissement hospitaliers
- Hôpital Avicenne à Bobigny,
- Hôpital Jean-Verdier à Bondy,
- Hôpital René-Muret-Bigottini à Sevran / Aulnay-sous-Bois.

### Université
L'Unité de formation et de recherche "Santé Médecine Biologie Humaine" en constitue la partie universitaire et fait partie de l'Université Sorbonne Paris Nord.